# Гофман-Танская, Клементина
Клементина Гофман-Танская (англ. Klementyna z Tańskich Hoffmanowa, 23 ноября 1798, Варшава — 21 сентября 1845 в Пасси, пригород Парижа) — польский прозаик, переводчица, редактор, одна из первых польских детских писателей. Жена писателя, историка К. Гофмана.
Первая в Польше женщина, жившая за счет своей педагогической и литературной деятельности.

## Биография
Родилась в семье польского поэта и писателя Игнатия Танского. Некоторое время она жила со своей матерью в Варшаве. С 1827 посещала педагогические курсы в Варшаве. В 1829 году она вышла замуж за Кароля Боромеуша Гофмана, писателя, юриста и историка, и изменила свою фамилию на  двойную, Гофман-Танская. После подавления польского ноябрьского восстания (1830) вместе с мужем в 1831 эмигрировала, жила в Дрездене, затем в Париже.
Её называли «Матерью Великой польской эмиграции».
До смерти в 1845 вместе с эмигрантом-мужем жила пригороде Парижа — Пасси. Гофман-Танская умерла в 1845 году и была похоронена на кладбище Пер-Лашез.
В 1919 году в честь нее была названа Варшавская средняя школа, одна из старейших в стране.

## Творчество
В 1819 году она опубликовала свою первую книгу. Ее самая известная книга, «Dziennik Franciszki Krasińskiej w ostatnich latach panowania Augusta III pisany», была переведена на несколько языков, включая английский.
Была создательницей первого польского детского журнала «Развлечения для детей» (1824—1828), на страницах которого печатались сказки, стихи и рассказы для детей, в основном воспитательно-патриотического содержания. Журнал составил целую эпоху в истории воспитания в Польше.
Позже сотрудничала с первым в Европе образовательным «Детским журналом».
Автор нескольких книг для детей и юношества, в том числе для девочек-подростков морализаторского характера.
Её педагогическое сочинение «Pamiątka po dobrej matce» долгое время пользовалось большою популярностью.
Гофман-Танская много занималась женским вопросом, но не была сторонницей женской эмансипации, она была того мнения, что деятельность женщины должна ограничиваться исключительно домашним очагом.

## Избранная библиография
- Pamiątka po dobrej Matce przez młodą Polkę (1819)
- Wiązanie Helenki (1823)
- Amelia matką (1822—1824)
- Listy Elżbiety Rzeczyckiej do przyjaciółki Urszuli za panowania Augusta III pisane (1824)
- Dziennik Franciszki Krasińskiej (1825)
- Druga książeczka Helenki (1825)
- Powieści z Pisma świętego (1830)
- Rozrywki dla Dzieci (1832)
- Wybór pism (том I—X, 1833)
- Biografie znakomitych Polaków i Polek (1833)
- Karolina (1839)
- Nowe Rozrywki dla Dzieci (1839)
- Krystyna (1841)
- Jan Kochanowski w Czarnolesie (1845)
- Dziennik Franciszki Krasińskiej w ostatnich latach panowania Augusta III pisany
- Listy brata do siostry o języku polskim
- Pisma pośmiertne (1849)
- O powinnościach kobiet (1849)
- Pismo święte wybrane z ksiąg Starego i Nowego Zakonu objaśnione uwagami pobożnych uczonych i ofiarowane matkom i dzieciom przez Autorkę Pamiątki po dobrej matce (1851)
- Pisma (том I—XI, 1857—1859)
- Dzieła, (том I—XII, 1876)
- Wybór Dzieł (том I—IV, 1898)

Собрание сочинений писательницы вышло в Варшаве в 1875—1877 гг.
Кроме литературного творчества занималась переводами.

## Источник
- Гофман-Танская // Малый энциклопедический словарь Брокгауза и Ефрона. — 2-е изд., вновь перераб. и значит. доп. — Т. 1—2. — СПб., 1907—1909.